# 波托基 (涅米羅夫區)
49°3′50″N 28°59′53″E / 49.06389°N 28.99806°E
波托基（烏克蘭語：Потоки），是烏克蘭西南部的村莊，隸屬文尼察州的文尼察區。該村處於洛片河畔，面積1.3平方公里，海拔高度264米，2001年人口261。